# Dankernsee
Der Dankernsee (auch Baggersee Dankern) ist ein Baggersee etwa 3 km westlich von Haren (Ems) im Landkreis Emsland, Niedersachsen.

## Beschreibung
Der 40 ha große und verwinkelt angelegte See grenzt an ein Freizeit- und Ferienzentrum mit über 700 Ferienhäusern um das Schloss Dankern, welches den Mittelpunkt der Anlage bildet.
Der See wird als Badesee genutzt und hat in den meisten Bereichen Tiefen von 2 bis 3 Meter. Im westlichsten Teil, an dem sich auch eine Tauchschule befindet, beträgt die Wassertiefe maximal 12 Meter. Gasttaucher müssen sich über die Homepage der Tauchschule anmelden. Der Zugang zum See ist kostenfrei, eine Badeaufsicht gibt es nicht. Die Badewasserqualität wird nach den EU-Richtlinien seit 1996 geprüft; seit 1998 wurden durchgehend sehr gute Werte ermittelt. Am See gibt es eine Wasserskianlage, einen Tretbootverleih, eine Surf- und eine Tauchschule, westlich des Sees gibt es außerdem eine Kartbahn und einen Flugplatz.
Auf der Rückseite des Sees befinden sich mehrere künstliche Sandstrände, u. a. mit Nutzungsmöglichkeit als Hundestrand, und eine künstliche Sanddüne.

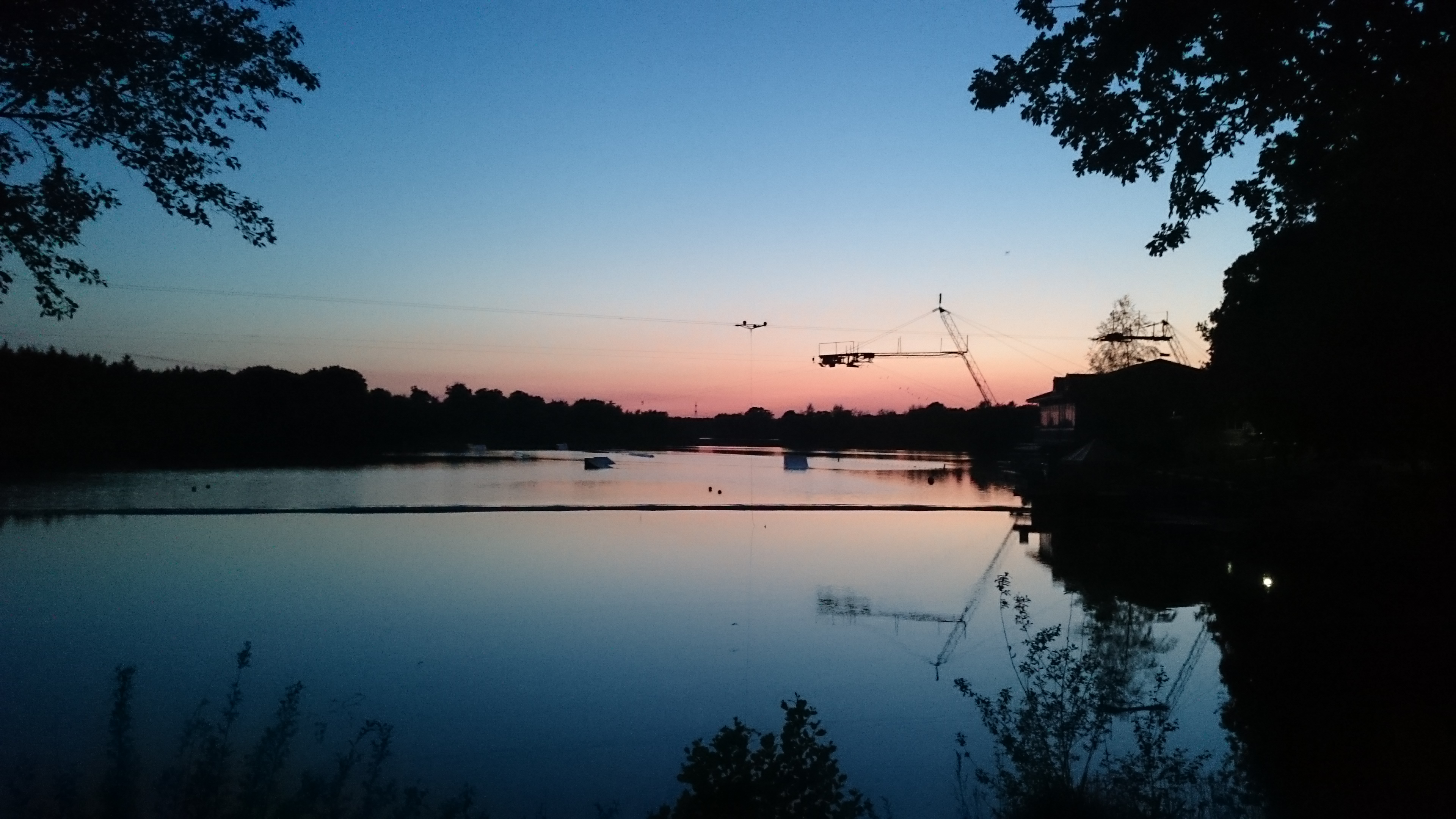
Der Dankernsee in der Abenddämmerung, Mai 2015
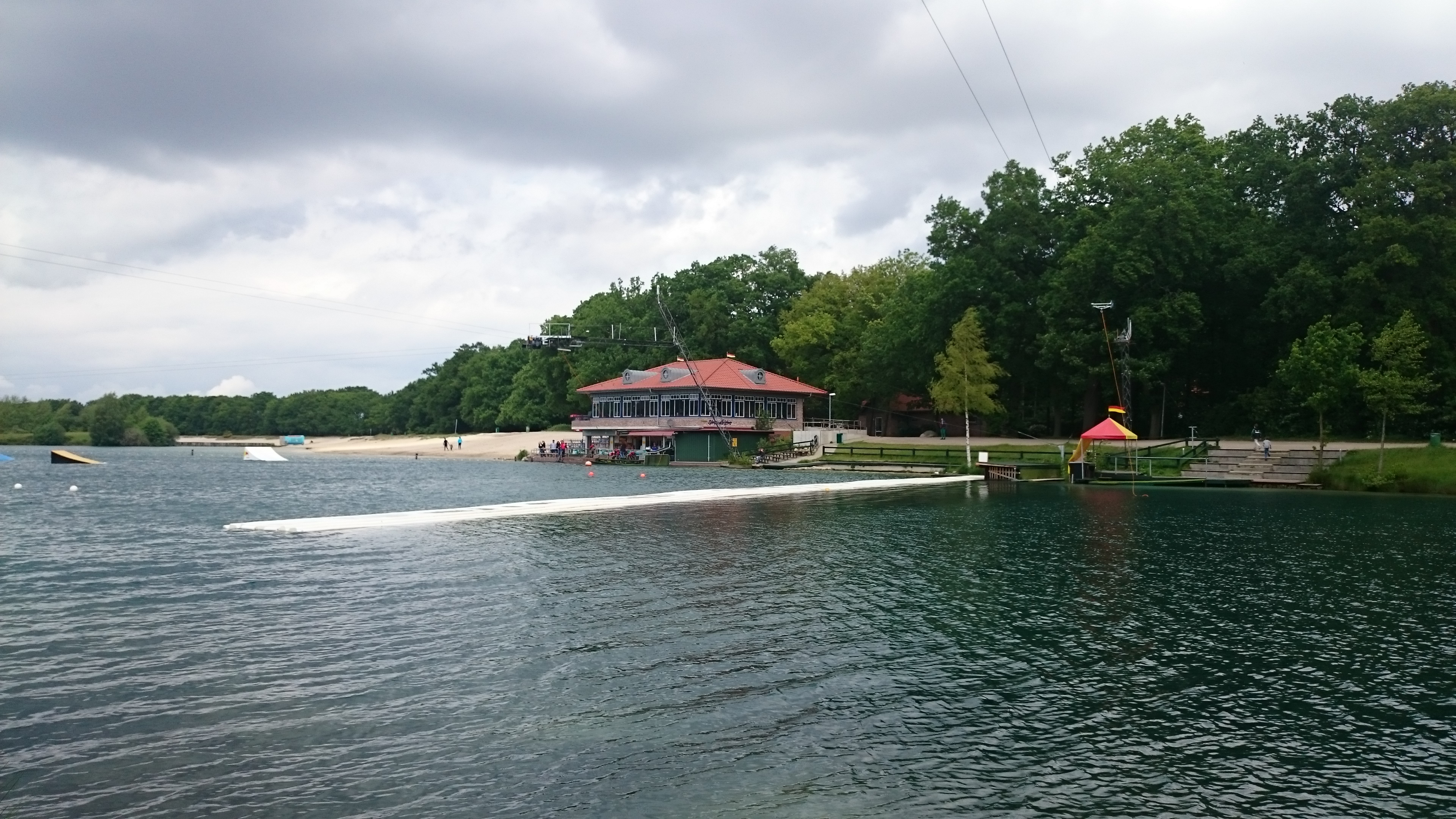
Die Wasserskianlage am Dankernsee, Mai 2015

## Belege
1. ↑  Badegewässer-Atlas Niedersachsen: Baggersee Dankern (Memento vom 6. März 2019 im Internet Archive) (Ermittelt 2009–2011) (Abgerufen am 8. November 2014)